# Aleksander Aleksandrovič Blok
Aleksander Aleksandrovič Blok (rus. Александр Александрович Блок, (Sankt Peterburg, 16. studenoga (po julijanskom), 28. studenoga (po gregorijanskom) 1880. – Petrograd, 7. kolovoza 1921.) bio je ruski pjesnik, najznačajniji predstavnik ruskog simbolizma. 
Odgojen u izrazito intelektualnoj sredini svoje porodice, upoznao se zarana s najboljim dostignućima ruskog i europskog pjesništva kao i modernog lirskog izraza. U književnost ulazi simbolističkim Pjesmama o divnoj dami (Stihi o prekrasnoj dami 1898. – 1904.) u kojima obrađuje mistično-religioznu tematiku i u melodioznim stihovima punima nedorečenostiuspijeva izraziti nedefiniranetežnje svoje generacije za nedostižnim idealom. 
Postupno se u njegovu poeziju počinje uvlačiti oštar smisao za životnu realnost i tematika se proširuje motivima iz gradskog života.
Pod utjecajem revolucionarnih gibanja u Rusiji, pjesnik napušta konačno i svoju društvenu izolaciju, priključuje se naprednim strujama i u svojoj najpoznatijoj poemi Dvanaestorica (Dvenadact', 1918.) daje grandioznu simboličnu viziju revolucije. 
Stilski, Blok u toj poemi obogaćuje rafiniranu tehniku svog simbolističnog izraza (muzikalnost i ritmička raznolikost stiha, metaforika i simbolika) smionim miješanjem različitih stilova i tehnika (ubacivanjem žargona, parola, satire i parodija, folklornih elemenata itd.), te postaje jednim od preteča moderene europske poezije.

## Vanjske poveznice
- Aleksandr Aleksandrovič Blok u knjižnici Maksima Moškova
- Radovi Aleksandra Bloka i radovi o njemu na Internetskom Arhivu